# 阿沙夫河
49°58′28″N 9°6′17.5″E / 49.97444°N 9.104861°E

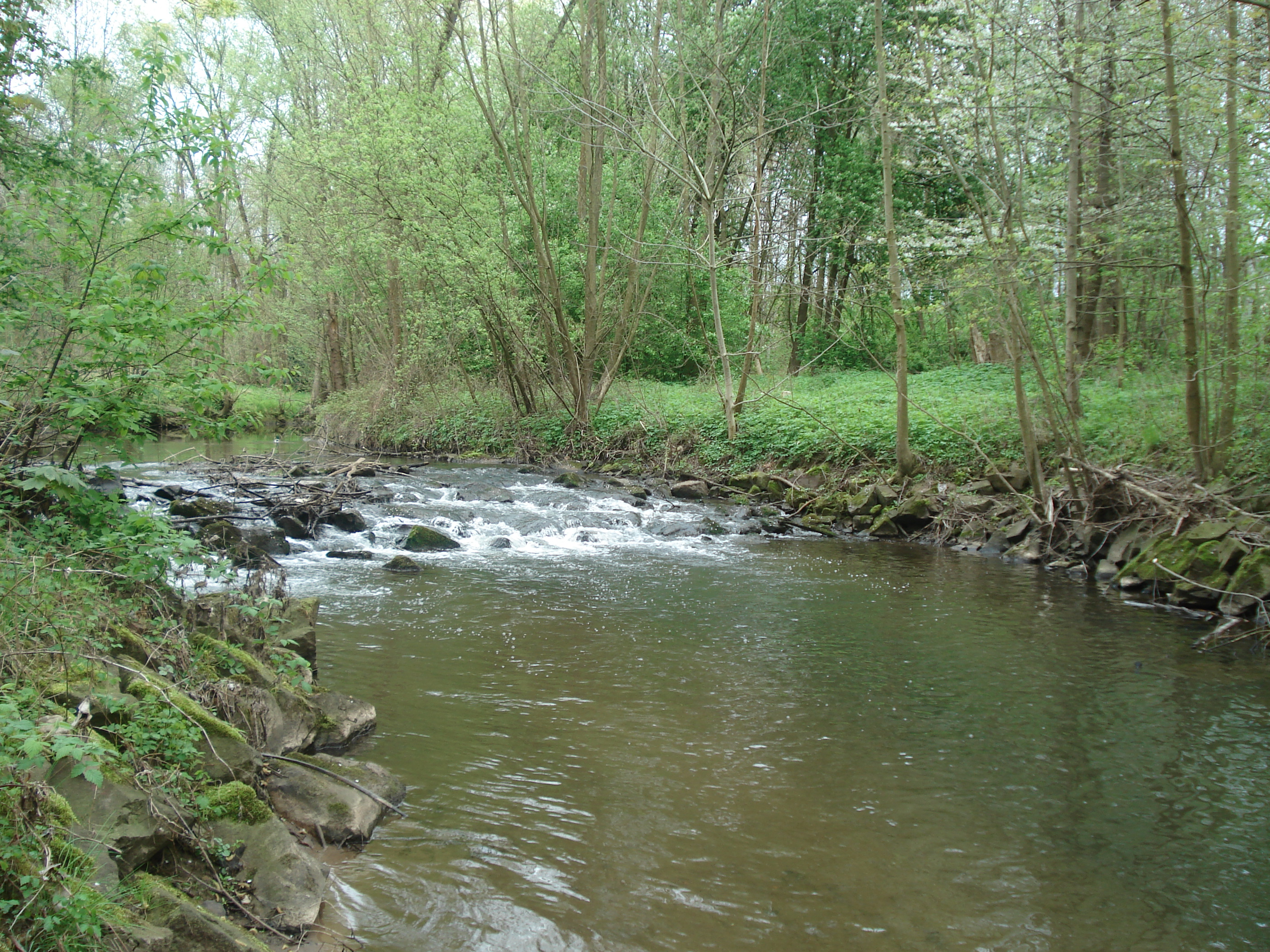

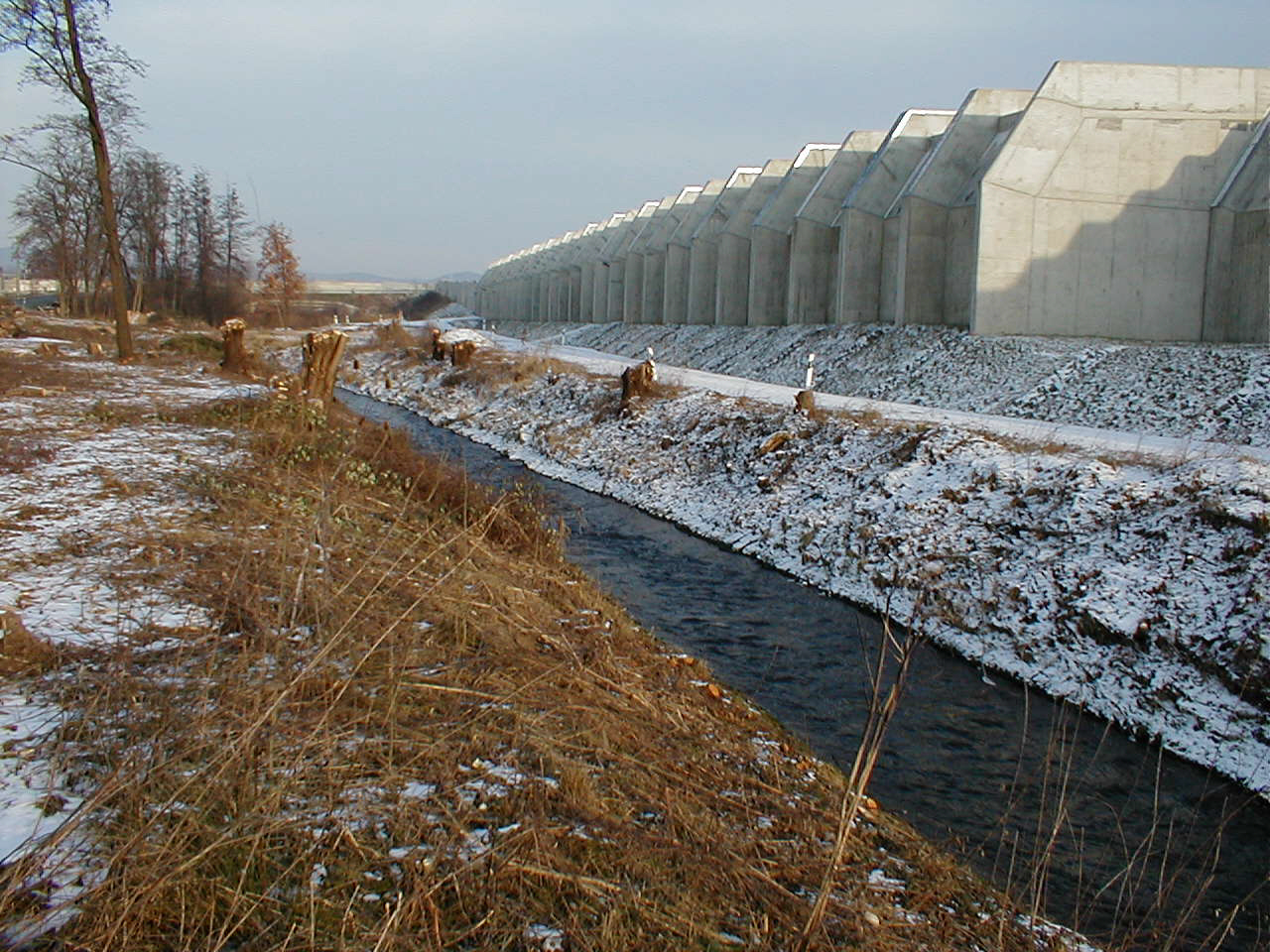

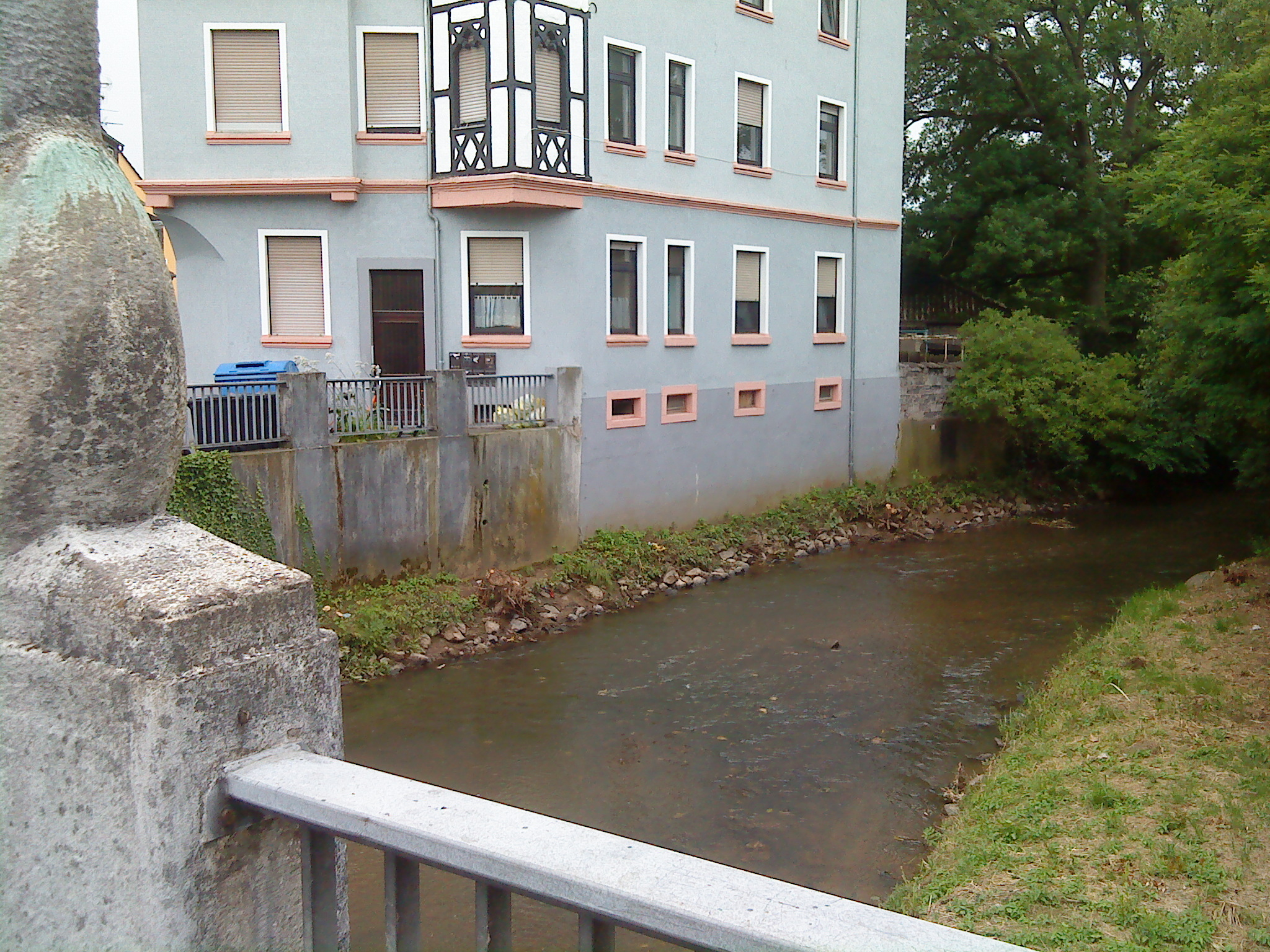

阿沙夫河（德語：Aschaff），是德國的河流，位於該國東南部，由巴伐利亞負責管轄，屬於美因河的右支流，河道全長17公里，流域面積166.6平方公里，河口處在美因阿沙夫。